# MKレストラン

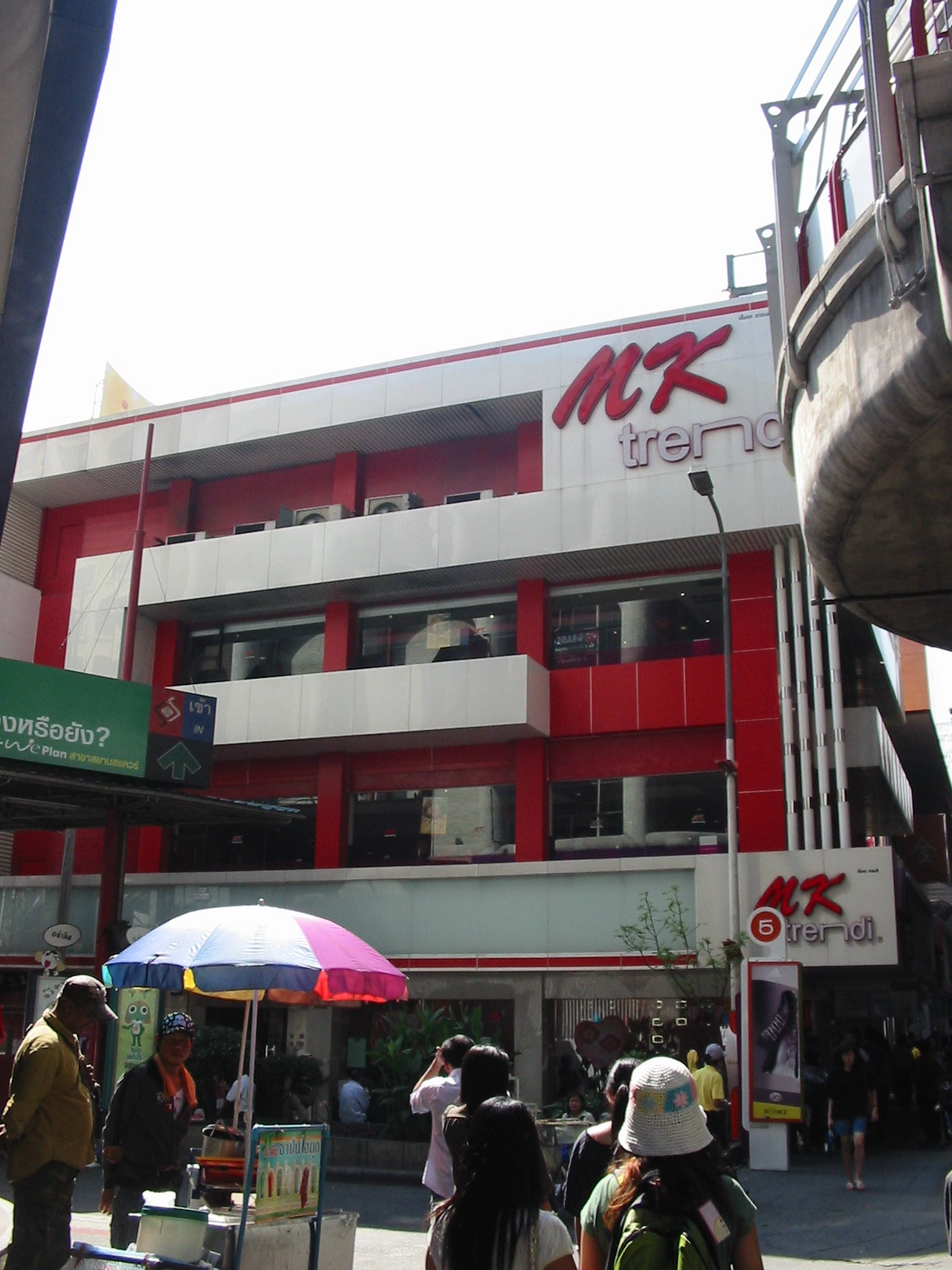
タイ・バンコクのMKレストラン

MKレストラン（えむけいれすとらん）はタイで営業しているタイスキのチェーンストア。日本では株式会社プレナスがしゃぶしゃぶを中心とする外食チェーンストアとして展開している。日本での商号は「しゃぶしゃぶダイニングMK」。

## 概要
タイではタイスキのレストランとして営業しており、バンコクをはじめタイ全土の百貨店や、大手スーパーマーケットに多く出店されている。タイではタイスキの他にタイ風ローストダックが有名である。夜には店員がダンスを行う事でも有名である。「MKゴールド」という高級店舗があり、内装が豪華であるほか、ワインも楽しむ事が出来る。
日本では「しゃぶしゃぶと飲茶のレストラン」として営業しているが、その「しゃぶしゃぶ」は実際にはタイスキに近いものであり、日本人に分かりやすくするために「しゃぶしゃぶ」としているものとみられる。タイのMKレストランと具材やソースもほぼ共通のものであるが、ソースにポン酢や梅塩があるなど日本独自のものもある。2022年7月末現在、合計25店舗があり、関東地区には東京都に1店舗、九州地区には福岡県に14店舗、佐賀県に1店舗、長崎県に3店舗、熊本県に4店舗、大分県に2店舗がある。
プレナスとタイのMKは互いにフランチャイズ契約を結んでおり、MKはやよい軒をタイで営業している。シンガポールには共同で会社を作っており、ほっともっとやMKレストランをオープンさせている。

## 歴史

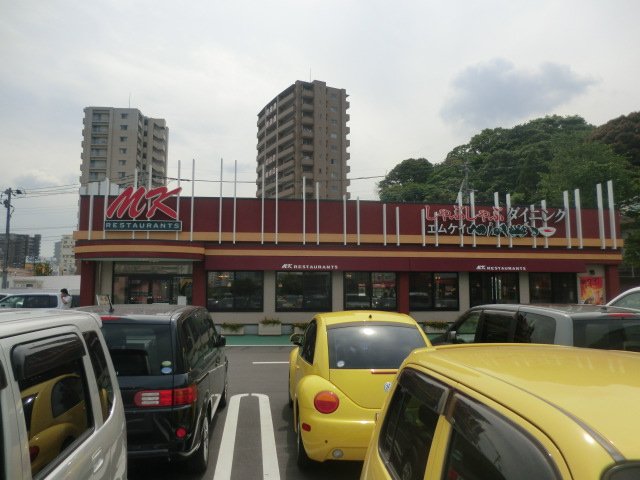
日本のMKレストラン

MKレストランはリット・ティラコーメンによって1986年に設立された。「MK」という名前は、この時支援を行ったマーコン・キンジー（Markon King Yee）に由来する。ちなみに、リット・ティラコーメンはタイの本屋チェーンであるSe-ed（th:ซีเอ็ดยูเคชั่น、SEエデュケーションと読む）の設立者でもある。
日本では、1993年にプレナスによって「株式会社プレナス・エムケイ」が設立され、1994年に、日本第1号店が福岡市の中洲にオープンした。その後は福岡県を中心に出店し、1999年には現在の店舗の形が形成された。近年では関東地方にも進出しており、2008年には千葉県浦安市に関東地方に初出店したほか、2010年には東京都の新宿に店をオープンしている。